# Varanus yemenensis
Varanus yemenensis (лат.) — вид пресмыкающихся из семейства варанов.

## Описание
Вырастает до 115 сантиметров в длину. Окраска тёмно-коричневая с тёмными полосами на туловище и на хвосте. Хвост сжатый с боков. Характерной чертой йеменского варана является отчётливое жёлтое пятно на морде. Передние лапы жёлтые, задние желтовато-коричневые.

## Поведение
Это наземное животное редко влезает на деревья. Как прибежища использует собственно построенные норы, углубления в скалах или дупла деревьев. Во время сухого сезона мало активен. Сухой период длится с января по март. Активность ящерица проявляет в октябре. Пик активности находится после 16:00. В качестве пищи употребляет насекомых и улиток, особенно под камнями, на деревьях, и растительность на мелководье.

## Географическое распространение
Страны распространения: Саудовская Аравия, Йемен. Высотный диапазон распространения: 300—1800 м над уровнем моря. В низинах, этот вид обитает в саваннах с колючим кустарником и деградированных сухих лесах. На возвышенностях, он живёт на базальтовых породах, частично покрытых густой растительностью. Кроме того, был обнаружено на обработанных полях с окружающей густой растительностью.